# Vághy Kálmán
Vághy Kálmán (Szolnok, 1897. december 31. – Vecsés, 1950. július 30.) labdarúgóedző, 1942 és 1943 között a magyar labdarúgó-válogatott szövetségi kapitánya.

## Családja
Vághy Kálmán és Bayer Julianna fia. 1918. augusztus 25-én Budapesten feleségül vette Nagy Gizella Annát, Nagy Máté és Kotek Terézia lányát. (A menyasszony első unokatestvére volt a Szarajevóban meggyilkolt trónörökös feleségének, Chotek Zsófiának) Gyermekeik: Zsuzsanna (1919) és György (1926).

## Életútja
Vecsésen és Budapesten tanult. 1915-ben önként jelentkezett a frontra, elvesztette bal csuklóját. 
Elvégezte a tiszti iskolát, majd százados lett. A Vallás- és Közoktatásügyi Minisztérium tisztviselőjeként dolgozott az 1920-as években. 1932-től mint a Vecsési Ipartestület jegyzője és tagja működött. 1930-as évek elejétől 1944 végéig a Honvédelmi Minisztérium vezérkari századosa volt. Részt vett mint színész és rendező a Vecsési Ifjak Műkedvelő Gárdájának és a Széchenyi Önképző Körnek a munkájában.
1921-től a Közép-magyarországi Labdarúgó Szövetség (KÖLASZ) elnöke, majd az MLSZ bírói testületének tagja, később pedig főtitkára lett. 1936-ban ő készítette fel és kísérte el a berlini olimpiára a magyar labdarúgó válogatott csapatot. 1942. november 1. és 1943. november 7. között a magyar labdarúgó-válogatott szövetségi kapitánya volt. Mérlege öt győzelem és egy vereség volt.
A német megszállást követően is kapcsolatban állt magyar ellenállási mozgalom (MFM) résztvevőivel, Dr. Soós Gézával, Sztehlo Gáborral, Komoly Ottóval és Raoul Wallenberggel is. 1944-ben a saját és családja életét kockáztatásával segített katonai futárautóval élelmet szállítani Vecsésről a budapesti gettóba zárt zsidók számára.
A statárium ellenére se a nyilasoknál, se a németeknél nem árulta be senki. 1944. október 15-én a vezérkari főnök utasítására ővele küldték el a Magyar Rádióba a Horthy-proklamáció szövegét. A nyilas hatalomátvételt követően nyugatra menekült a vezérkarral együtt. Előbb Kőszeg felé vette az irányt, majd továbbment Metzenbe, itt találkozott a feleségével. 1945-ben francia hadifogságba került, súlyos vesebetegséggel szabadult egy évvel később. 
Hazatérése után korábbi szolgálati lakásába egykori cselédasszonya nem engedte be a személyes holmijaiért sem. Horthy Miklóshoz kapcsolódó vezérkari múltja és a francia hadifogság miatt elutasították jelentkezését a magyar néphadseregnél is. B listára tették és az MLSZ-től is elbocsátották. A kommunista hatalomátvétel után a sportegyesületi edzőségtől és a színjátszástól is eltiltották. Koholt vádak alapján került bíróság elé Kéry Kálmánnal együtt. Hiába tanúsította egy, a budapesti gettót megjárt zsidó házaspár, Fischer Artúr és felesége, hogy élelmet szállított nekik, a recski munkatáborba került Kéryvel együtt. Büntetése letöltésének megkezdése előtt egy nappal hunyt el Vecsésen veserákban.

## Statisztika

### Mérkőzései szövetségi kapitányként
| Magyarország | Magyarország         | Magyarország              | Magyarország | Magyarország | Magyarország | Magyarország | Magyarország | Magyarország |
| #            | Dátum                | Helyszín                  | Hazai        | Eredmény     | Vendég       | Kiírás       | Gólok        | Esemény      |
| ------------ | -------------------- | ------------------------- | ------------ | ------------ | ------------ | ------------ | ------------ | ------------ |
| 1.           | 1942. november 1.    | Budapest, Üllői úti pálya | Magyarország | 3 – 0        | Svájc        | barátságos   | -            |              |
| 2.           | 1943. május 16.      | Genf, Charmilles Stadion  | Svájc        | 1 – 3        | Magyarország | barátságos   | -            |              |
| 3.           | 1943. június 6.      | Szófia, Junak Stadion     | Bulgária     | 2 – 4        | Magyarország | barátságos   | -            |              |
| 4.           | 1943. szeptember 12. | Stockholm                 | Svédország   | 2 – 3        | Magyarország | barátságos   | -            |              |
| 5.           | 1943. szeptember 15. | Helsinki                  | Finnország   | 0 – 3        | Magyarország | barátságos   | -            |              |
| 6.           | 1943. november 7.    | Budapest, Üllői úti pálya | Magyarország | 2 – 7        | Svédország   | barátságos   | -            |              |
|              | Összesen             |                           |              | -            | mérkőzés     |              | -            | gól          |